# Bèuluòc
Bèuluòc (en francès Beaulieu) és un municipi occità del Llenguadoc, situat a la regió d'Occitània, al departament de l'Erau.